# Abraham Gotthelf Kästner
Abraham Gotthelf Kästner, född den 27 september 1719 i Leipzig, död den 20 juni 1800 i Göttingen, var en tysk matematiker och poet.
Kästner blev extra ordinarie professor i matematik i Leipzig 1746 och 1756 professor i matematik och fysik i Göttingen samt 1763 även direktor för astronomiska observatoriet där. Som matematiker utövade Kästner stort inflytande dels genom sina många läroböcker, som utkom i flera upplagor, dels genom sina ovanligt klart hållna och talrikt besökta föreläsningar. 
Bland hans matematiska skrifter kan nämnas Astronomische Abhandlungen (1772–1774), Anfangsgründe der Arithmetik, Geometrie, ebenen und sphärischen Trigonometrie und der Perspektive (1758) samt Geschichte der Mathematik (1796–1800). Sistnämnda arbete innehåller en samling referat av ett stort antal 17matematiska skrifter. Trots att det var ofullbordat var det av värde som materialsamling på grund av de många svåråtkomliga skrifter som berördes där. 
Kästner var ledamot av svenska kungliga vetenskapsakademien (1751), som han gjorde en stor tjänst genom att översätta dels dess Handlingar (1749-81), dels ett antal band av dess Nya handlingar (1784-92)  till tyska och alltså göra dessa tillgängliga för en större allmänhet. 
Som poet var Kästner, i synnerhet under sina yngre år, en av Gottscheds trognaste anhängare. Som prosaist ägde Kästner en klar och övad, men alltför bred och därför i längden tröttande stil. Bland hans många litterära arbeten inom skilda områden kan nämnas den prisbelönta skriften Sur les devoirs qui résultent de la conviction que les événements fortuits dépendent de la volonté de Dieu (1751).